# پنجاه و هشتمین دوره جوایز هنری بکسانگ
پنجاه و هشتمین دورهٔ جوایز هنری بکسانگ (کره‌ای: 제۵۸회 백상예술대상) مراسم در تاریخ ۶ مه ۲۰۲۲ در مرکز نمایشگاه‌های بین‌المللی کره، ایلسانسئو گو، استان گیونگ‌گی و در ساعت ۷:۴۵ کی‌اس‌تی برگزار شد. این مراسم به میزبانی به سوزی و بوگوم وشین دونگ یوپ برگزار خواهد شد. این برنامه به صورت زنده در کره جنوبی از جی‌تی‌بی‌سی و بین‌المللی از تیک‌تاک پخش خواهد شد. این مراسم که توسط Ilgan Sports و جی‌تی‌بی‌سی پلاس برگزار شده‌است، تنها مراسم اهدای جوایز کره جنوبی است که از برترین‌های فیلم و تلویزیون قدردانی می‌کند.
نامزدها در ۱۱ آوریل ۲۰۲۲ از طریق وب سایت رسمی آن اعلام شدند. همه آثار منتشر شده بین ۱۲ آوریل ۲۰۲۱ و ۳۱ مارس ۲۰۲۲، واجد شرایط نامزدی بودند.

## برندگان و نامزدها
- نامزدها[۵][۶]

### فیلم
| جایزه بزرگ | |
| ریو سونگ-وان (کارگردان) – فرار از موگادیشو - فرار از موگادیشو | |
| بهترین فیلم | بهترین کارگردان |
| - فرار از موگادیشو - معجزه نامه‌هایی به رئیس جمهور - خیاطی خواهران - عاشقانه بدون عشق - پادشاه ساز | - بیون سونگ هیون – پادشاه ساز - ریو سونگ وان – فرار از موگادیشو - پارک دونگ هون – در نخستین ما - لی جانگ هون – معجزه نامه‌هایی به رئیس جمهور - جونگ گا یونگ – عاشقانه بدون عشق                                                                      |
| بهترین بازیگر نقش اول مرد | بهترین بازیگر نقش اول زن |
| - سول کیونگ گو – پادشاه ساز در نقش کیم وون بوم - کیم یون سوک – فرار از موگادیشو در نقش هان سین سونگ - لی سون کیون – پادشاه ساز در نقش سئو چانگ ده - جونگ وو – خون‌گرم در نقش پارک هی سو - چوی مین شیک – در نخستین ما نقش لی هاک سونگ                     | - لی هه یونگ – در مقابل صورت تو در نقش سانگ اوک - گو دو شیم – همیشه درخشان در نقش جین اوک - پارک سو دام – محموله ویژه در نقش یون‌ها - ایم یون‌آ – معجزه نامه‌هایی به رئیس جمهور در نقش سونگ راهی - جون جونگ سو – عاشقانه بدون عشق در نقش جا یونگ      |
| بهترین بازیگر نقش فرعی مرد | بهترین بازیگر نقش فرعی زن |
| - جو وو جین – پادشاه ساز در نقش کارگردان لی - کو کیو هوان – فرار از موگادیشو در نقش ته جون کی - پارک یونگ وو – روح سرگردان در نقش کارگردان پارک - سونگ یو بین – شاید عشق در نقش کیم سونگ کیونگ - هو جون هو – فرار از موگادیشو در نقش ریم یونگ سو        | - لی سو کیونگ – معجزه نامه‌هایی به رئیس جمهور در نقش جونگ بو کیونگ - کیم سو جین – فرار از موگادیشو در نقش کیم میونگ هی - کیم جه هوا – فرار از موگادیشو در نقش جو سو جین - شیم دال گی – گلوله برفی در نقش آه رام - اوه نا را – شاید عشق در نقش می ای |
| بهترین بازیگر تازه‌کار مرد | بهترین بازیگر تازه‌کار زن |
| - لی هونگ نا – خون‌گرم در نقش آه می - کیم دونگ هوی – در نخستین ما در نقش هان جی وو - کیم جه بوم – گروگان: سلبریتی گمشده در نقش چوی کی وان - مو جین سونگ – شاید عشق در نقش یو جین - جونگ جائه کوانگ – سر زنده در نقش شین گوانگ هو                         | - لی یو می – مسائل بزرگسالان جوان در نقش یون سه جین - گونگ سونگ یون – مردم تنها در نقش جی نا - بانگ مین آه – گلوله برفی در نقش کانگ آی - سوهیون – عشق و افسار در نقش جونگ جی وو - چوی سونگ اون – ده ماه در نقش چوی می ره                           |
| بهترین فیلمنامه | بهترین کارگردان تازه‌کار |
| - جونگ گا یونگ، وانگ هه جی – عاشقانه بدون عشق - نام کونگ سان – ده ماه - ریو سونگ وان، لی گی چول – فرار از موگادیشو - بیون سونگ هیون، کیم مین سو – پادشاه ساز - لی یونگ جائه – در نخستین ما                                                              | - جو یون جی – شاید عشق - کیم چانگ جو – ضربه سخت - نام گونگ سون – ده ماه - پیل کام سونگ – گروگان: سلبریتی گمشده - هونگ سونگ یون – مردم تنها |
| جایزه فنی | |
| - چوی یونگ هوان (فیلمبرداری) – فرار از موگادیشو - کانگ جونگ ایک، سئو بیونگ‌چول (وی‌اف‌ایکس) – دزدان دریایی: آخرین گنج سلطنتی - چو هیونگ ره (فیلمبرداری) – پادشاه ساز - چوی سونگ گیوم (جهت بدلکاری) – محموله ویژه - هان آه روم (کارگردان هنری) – پادشاه ساز | |

#### فیلم‌هایی با چندین نامزدی
فیلم‌های زیر چندین بار نامزدی دریافت جایزه شدند:
| نامزد | فیلم‌ها                       |
| ----- | ---------------------------- |
| ۷     | فرار از موگادیشو             |
| ۶     | پادشاه ساز                   |
| ۴     | معجزه نامه‌هایی به رئیس جمهور |
| ۴     | عاشقانه بدون عشق             |
| ۴     | شاید عشق                     |
| ۴     | در نخستین ما                 |
| ۳     | ده ماه                       |
| ۲     | محموله ویژه                  |
| ۲     | گروگان: سلبریتی گمشده        |
| ۲     | خون‌گرم                       |
| ۲     | مردم تنها                    |

### تلویزیون
| جایزه بزرگ | |
| - بازی مرکب (نتفلیکس) | |
| بهترین درام | بهترین کارگردان |
| - دی.پی. (نتفلیکس) - بیست و پنج بیست و یک (تی‌وی‌ان) - بازی مرکب (نتفلیکس) - سرآستین قرمز (ام‌بی‌سی) - تب سیاسی (Wavve) | - هوانگ دونگ هیوک – بازی مرکب - یون سونگ هو – تب سیاسی - لی نا جونگ – مال من - جونگ جی این – سرآستین قرمز - هان جون هی – دی. پی. |
| بهترین برنامه سرگرمی | بهترین برنامه آموزشی |
| - مبارز زن خیابانی (ام‌نت) - ستاره دنباله دار (اس‌بی‌اس) - دوزخ مجرد (نتفلیکس) - شما مسابقه در بلوک (تی‌وی‌ان) - عشق ترانزیت (تیوینگ) | - Docu Insight: نماینده ملی (کی‌بی‌اس) - ذهن‌های بزرگ (ای‌بی‌اس) - داستان روزی که دم خود را گاز می‌گیری فصل ۳ (اس‌بی‌اس) - بچه‌های طلایی من (چنل ای) - کیهان را ببوس (کی‌بی‌اس) |
| بهترین بازیگر نقش اول مرد | بهترین بازیگر نقش اول زن |
| - لی جونهو – سرآستین قرمز در نقش پادشاه یی سان جئونگجو چوسان - کیم نام گیل – از میان تاریکی در نقش سونگ ها یونگ - لی جونگ جه – بازی مرکب در نقش سونگ گیل هان - ایم شی وان – ردیاب در نقش هوانگ دونگ جو - جونگ هه این – دی. پی. در نقش آن جون هو  | - کیم ته ری – بیست و پنج بیست و یک در نقش نا هی دو - کیم هه سو – عدالت برای نوجوانان در نقش شیم یون سوک - پارک اون بین – احساس پادشاه در نقش ولیعهد لی هوی، دام یی، یون سون - لی سه یونگ – سرآستین قرمز در نقش سونگ دوک ایم - هان سو هی – نام من در نقش یون جی وو، اوه هه جین |
| بهترین بازیگر نقش فرعی مرد | بهترین بازیگر نقش فرعی زن |
| - چو هیون-چول – دی. پی. در نقش چو سئوک بونگ - لی دوک-هوا – سرآستین قرمز در نقش پادشاه یئونگجو چوسان - لی هاک-جو – تب سیاسی در نقش کیم سوجین - لی هیون ووک – مال من در نقش هان جی یونگ - هو سونگ ته – بازی مرکب در نقش جانگ دئوک سو               | - کیم شین-روک – عازم جهنم در نقش چارک جونگ جا - کانگ مال-گوم – سی و نه در نقش چا می-هیون - کیم جو-ریونگ – بازی مرکب در نقش هان می نیو - اوک جا یون – مال من در نقش کانگ جا کیونگ - جانگ هه جین – سرآستین قرمز در نقش بانوی دربار سو                                           |
| بهترین بازیگر تازه‌کار مرد | بهترین بازیگر تازه‌کار زن |
| - کو کیو-هوان – دی. پی. در نقش هان هویول - شین سونگ-هو – دی. پی. در نقش هوانگ جونگ سو - یو این-سو – ما همه مرده‌ایم در نقش یون گوی نام - چوی هیون ووک – بیست و پنج بیست و یک در نقش مون جی وونگ - تانگ جون-سانگ – پسران راکتی در نقش یون هه کیونگ | - کیم هه-جون – بازرس کو در نقش سونگ یی کیونگ / کی - لی یئون – عدالت برای نوجوانان در نقش بک یونگ وو - لی یو می – ما همه مرده‌ایم در نقش لی نایون - هویون جونگ – بازی مرکب در نقش کانگ سه بیوک - چو یی هیون – ما همه مرده‌ایم در نقش چوی نام را                                  |
| بهترین مجری ورتی مرد | بهترین مجری ورتی زن |
| - لی یونگ جون - کیم گورا - مون سه یون - جو سه-هو - کی | - جو هیون یونگ - سونگ یون آی - میجو - لی یون جی - هونگ جی کیونگ |
| بهترین فیلمنامه | جایزه فنی |
| - کیم مین سوک – عدالت برای نوجوانان - کیم هونگ کی، پارک نوری، چوی سونگ جین، یون سونگ هو – تب سیاسی - بک می کیونگ – مال من - لی نایون – تابستان دوست‌داشتنی ما - هوانگ دونگ-هیوک – بازی مرکب                                                       | - جونگ جه ایل (موسیقی) – بازی مرکب - کون ته یون (موسیقی) – پادشاه خواننده نقابدار، دوباره بخون فصل 2 - کیم هوا یونگ (فیلمبرداری) – سرآستین قرمز - اوم یونگ شیک، کیم داهی (انیمیشن) – سلول‌های یومی - چه کیونگ سان (جهت هنری) – بازی مرکب                                       |

#### برنامه‌هایی با چندین نامزدی
برنامه‌های تلویزیونی زیر چندین بار نامزد دریافت جایزه شدند:
| نامزدها | برنامه‌های تلویزیونی  |
| ------- | -------------------- |
| ۸       | بازی مرکب            |
| ۷       | سرآستین قرمز         |
| ۵       | دی.پی.               |
| ۴       | مال من               |
| ۴       | تب سیاسی             |
| ۴       | عدالت برای نوجوانان  |
| ۳       | بیست و پنج بیست و یک |
| ۳       | ما همه مرده‌ایم       |

### تئاتر
| اجرای بکسانگ | بهترین اجرای کوتاه |
| - Jakdang Mock – مارس ترکی - Extreme Hatangse – شرکت تئاتر - جاده کشی در تئاتر – شرکت ملی تئاتر - پاییز دوم – گروه پروژه بار–دباب - Hongpyeong Gukjeon – Theatre 907 | - کیم میران (کارگردان) – این ممکن است یک داستان شکست خورده باشد - Over the Crowd: Solving the Story – جعبه پانسوریا جیت نولا - لی اوه جین (کارگردان و نویسنده) – زمان تماس - لی هونگ دو (تهیه‌کننده) – زندگی‌نامه لی هونگ دو (زندگی نمایشنامه نویس من) - هان هیون جو (تهیه‌کننده) – House: House Sonata |
| بهترین بازیگر مرد | بهترین بازیگر زن |
| - پارک وان گیو – برگ‌های قرمز - کوون جونگ هون – خورشید - کیم دونگ هیون – مردی در حال تایپ ماشین تحریر - یون سانگ هوا – هیولای خوب - جونگ کیونگ هو – فرشتگان در آمریکا | - هوانگ سون می – هونگ پیونگ گوکجئون - کانگ جی یون – رهبر - پارک یون کیونگ – زمان خمیرمایه - پارک جی یونگ – این ممکن است یک داستان شکست خورده باشد - شین یون جی – هی این دیوانه برای جوانان باشگاه |

### جوایز ویژه
رای‌گیری برای جایزه محبوبیت تیک تاک به مدت ۸ روز از ۲۲ آوریل در ساعت ۱۱:۰۰ صبح کی‌اس‌تی برگزار شدو در ۲۹ آوریل ساعت ۶:۰۰ بعد از ظهر کی‌اس‌تی از طریق تیک‌تاک به پایان رسید.
| جوایز                      | گیرنده    |
| -------------------------- | --------- |
| جایزه محبوبیت تیک‌تاک (مرد) | لی جونهو  |
| جایزه محبوبیت تیک‌تاک (زن)  | کیم ته ری |

## مجریان و ساز زن
افراد و تیم‌های زیر که به ترتیب حضور فهرست شده‌اند، جوایزی را ارائه کردند یا شماره‌های موسیقی را اجرا کردند.

### مجریان
| مجریان                                             | جوایز                                                                         | منبع  |
| -------------------------------------------------- | ----------------------------------------------------------------------------- | ----- |
| لی دو-هیون و پارک جو-هیون                          | بهترین بازیگر تازه‌کار مرد و بهترین بازیگر تازه‌کار زن                          | [ ۹ ] |
| هونگ کیونگ و چوی جونگ وون                          | بهترین بازیگر تازه‌کار زن، بهترین بازیگر تازه‌کار مرد و بهترین کارگردان تازه‌کار | [ ۹ ] |
| پارک سو-دام                                        | بهترین اجرای کوتاه                                                            | [ ۹ ] |
| چوی مین هو و چه سو بین                             | جوایز محبوبیت تیک‌تاک را برای محبوب‌ترین بازیگر مرد و محبوب‌ترین بازیگر زن       | [ ۹ ] |
| گو سو                                              | جایزه فنی – تلویزیون و جایزه فنی – فیلم                                       | [ ۹ ] |
| کانگ ها-نول و لی یو یونگ                           | بهترین فیلمنامه و بهترین فیلمنامه                                             | [ ۹ ] |
| پارک جونگ-مین و کیم سون-یونگ                       | بهترین بازیگر نقش فرعی مرد و بهترین بازیگر نقش فرعی زن                        | [ ۹ ] |
| اوه جونگ-سه و یوم هه-ران                           | بهترین بازیگر نقش فرعی مرد و بهترین بازیگر نقش فرعی زن                        | [ ۹ ] |
| چا اون-وو و لی دا-هی                               | بهترین برنامه سرگرمی و بهترین برنامه آموزشی                                   | [ ۹ ] |
| کیم وو-بین و لی کوانگ-سو                           | بهترین کارگردان و بهترین کارگردان                                             | [ ۹ ] |
| لی سونگ-گی و جانگ دو-یون                           | بهترین مجری ورتی مرد و بهترین مجری ورتی زن                                    | [ ۹ ] |
| چوی سون جین و لی بونگ ریون                         | بهترین بازیگر مرد – تئاتر و بهترین بازیگر زن – تئاتر                          | [ ۹ ] |
| یو آه-این و جون جونگ-سو                            | بهترین بازیگر نقش اول مرد و بهترین بازیگر نقش اول زن                          | [ ۹ ] |
| شین ها کیون و کیم سو-یون                           | بهترین بازیگر نقش اول مرد و بهترین بازیگر نقش اول زن                          | [ ۹ ] |
| مون سو ری                                          | اجرای بکسانگ                                                                  | [ ۹ ] |
| یوم جونگ-آه                                        | بهترین درام و بهترین فیلم                                                     | [ ۹ ] |
| لی جون ایک                                         | جایزه بزرگ – فیلم                                                             | [ ۹ ] |
| هونگ جونگ دو (نایب رئیس جونگ‌آنگ ایلبو) و یو جه-سوک | جایزه بزرگ – تلویزیون                                                         | [ ۹ ] |

### ساز زن
| عنوان               | نقش    | اجرا         | منبع   |
| ------------------- | ------ | ------------ | ------ |
| تیم خوانندگان پرشور | بازیگر | "This Is Me" | [ ۱۰ ] |